# Maciej Wilusz
Maciej Wilusz (sinh ngày 25 tháng 8 năm 1988) là một cầu thủ bóng đá người Ba Lan thi đấu ở vị trí trung vệ cho F.K. Rostov tại Giải bóng đá ngoại hạng Nga.

## Sự nghiệp câu lạc bộ
Vào ngày 8 tháng 6 năm 2017, anh ký bản hợp đồng 3 năm với câu lạc bộ tại Giải bóng đá ngoại hạng Nga F.K. Rostov.

## Thống kê sự nghiệp

### Câu lạc bộ
Tính đến 13 tháng 5 năm 2018.
| Câu lạc bộ          | Mùa giải            | Giải vô địch                | Giải vô địch | Giải vô địch | Cúp     | Cúp       | Châu Âu | Châu Âu   | Khác1   | Khác1     | Tổng cộng | Tổng cộng |
| Câu lạc bộ          | Mùa giải            | Giải vô địch                | Số trận      | Bàn thắng    | Số trận | Bàn thắng | Số trận | Bàn thắng | Số trận | Bàn thắng | Số trận   | Bàn thắng |
| ------------------- | ------------------- | --------------------------- | ------------ | ------------ | ------- | --------- | ------- | --------- | ------- | --------- | --------- | --------- |
| MKS Kluczbork       | 2010–11             | I liga                      | 19           | 0            | 1       | 0         | –       | –         | –       | –         | 20        | 0         |
| MKS Kluczbork       | 2011–12             | II liga                     | 20           | 0            | 3       | 0         | –       | –         | –       | –         | 23        | 0         |
| MKS Kluczbork       | Tổng                | Tổng                        | 39           | 0            | 4       | 0         | –       | –         | –       | –         | 43        | 0         |
| GKS Bełchatów       | 2011–12             | Ekstraklasa                 | 10           | 0            | 0       | 0         | –       | –         | –       | –         | 10        | 0         |
| GKS Bełchatów       | 2012–13             | Ekstraklasa                 | 23           | 0            | 1       | 0         | –       | –         | –       | –         | 24        | 0         |
| GKS Bełchatów       | 2013–14             | I liga                      | 30           | 3            | 1       | 0         | –       | –         | –       | –         | 31        | 3         |
| GKS Bełchatów       | Tổng                | Tổng                        | 63           | 3            | 2       | 0         | –       | –         | –       | –         | 65        | 3         |
| Lech Poznań         | 2014–15             | Ekstraklasa                 | 8            | 0            | 1       | 0         | 1       | 0         | –       | –         | 10        | 0         |
| Lech Poznań         | 2015–16             | Ekstraklasa                 | 6            | 0            | 2       | 0         | 0       | 0         | 0       | 0         | 8         | 0         |
| Lech Poznań         | 2016–17             | Ekstraklasa                 | 20           | 0            | 3       | 0         | –       | –         | 1       | 0         | 24        | 0         |
| Lech Poznań         | Tổng                | Tổng                        | 34           | 0            | 6       | 0         | 1       | 0         | 1       | 0         | 42        | 0         |
| Korona Kielce       | 2015–16             | Ekstraklasa                 | 13           | 0            | 0       | 0         | –       | –         | –       | –         | 13        | 0         |
| F.K. Rostov         | 2017–18             | Giải bóng đá ngoại hạng Nga | 26           | 1            | 1       | 0         | –       | –         | –       | –         | 27        | 1         |
| Tổng cộng sự nghiệp | Tổng cộng sự nghiệp | Tổng cộng sự nghiệp         | 175          | 4            | 13      | 0         | 1       | 0         | 1       | 0         | 190       | 4         |

1 Including Siêu cúp bóng đá Ba Lan.

## Danh hiệu

### Câu lạc bộ
GKS Bełchatów
- I liga: 2013–14

Lech Poznań
- Ekstraklasa: 2014–15
- Siêu cúp bóng đá Ba Lan: 2015, 2016